# Довгоносик землистий
Землистий довгоносик або ж сірий кореневий довгоносик (Sciaphilus asperatus Bonsd.) — жук з родини довгоносиків. Пошкоджує суниці.

## Опис
Невеликий коричнево-сірий жук, 5-6 міліметрів завдовжки, з коротким хоботком, схожий на брунькоїда. Надкрила і передньоспинка вкриті плоскими сірими лусками, які маскують його під колір сухого ґрунту. Надкрила опуклі, зрослися, нижні крила нерозвинені.

## Екологія
Розмножується без запліднення (партеногенетично), самці відсутні. Цей довгоносик має одну-дві генерації. Жуки виходять з ґрунту і протягом липня — серпня пошкоджують листя суниці, обгризаючи його з краю. У лісостеповій зоні України жуки з'являються часто в кінці червня під час достигання ягід і збирання врожаю. Вдень вони ховаються під грудочки землі, під рослини, для живлення виходять уночі та в похмурі дні. Яйця відкладають у серпні — вересні по кілька штук під прилистки біля основи рослин. Яйця жовто-білі, блискучі, довгасті, 0,65 міліметра завдовжки, 0,32 міліметра завширшки. Одна самка відкладає до 900 яєць. Через 13-27 днів з яєць виходять білі безногі личинки, які підгризають коріння і кореневу шийку суниць. Личинки зимують у ґрунті під кущами суниць, на глибині 2-10 сантиметрів. Разом з личинками у ґрунті або під листям на поверхні ґрунту зимують жуки, які навесні пошкоджують суниці і відкладають яйця. Отже, протягом літа на зараженій землистим довгоносиком плантації суниць бувають личинки і жуки, а в липні — серпні — іще ніжно-білі лялечки відкритого типу. 
Завдає великих збитків суничним плантаціям, викликаючи масовий випад рослин. При відсутності дощів у червні — липні сильно пошкоджені плантації суниць повністю засихають, в той час як непошкоджені суниці в період посухи дають хороший урожай.